# Worldwide Underground
Albums de Erykah Badu
Mama's Gun
(2000) New Amerykah Part One (4th World War)
(2008)
Singles
1. Love of My Life (An Ode to Hip-Hop)
Sortie : 2002
2. Danger
Sortie : 2003
3. Back in the Day (Puff)
Sortie : 2004

Worldwide Underground est le troisième album studio d'Erykah Badu, sorti le 16 septembre 2003.
L'album a été certifié disque d'or par la Recording Industry Association of America (RIAA) le 29 octobre 2003.

## Liste des titres
| No  | Titre | Auteur                                    | Contient un (des) sample(s) de                                                                              | Durée |
| --- | --- | ----------------------------------------- | --- | ----- |
| 1.  | World Keeps Turnin' (Intro) (Produit par Erykah Badu)                                                                                                | Erykah Badu                               | | 1:39  |
| 2.  | Bump It (featuring Chinah Blac et Zap Mama – Produit par Badu, James Poyser et Rashad Smith)                                                         | Badu                                      | | 8:49  |
| 3.  | Back in the Day (Puff) (Produit par Erykah Badu, James Poyser et Rashad Smith)                                                                       | Badu                                      | Face to Face de Flight Intimate Connection de Kleeer                                                        | 4:46  |
| 4.  | I Want You (Produit par Erykah Badu, James Poyser et Rashad Smith)                                                                                   | Badu                                      | | 10:53 |
| 5.  | Woo (Produit par Erykah Badu, R.C. Williams et Rashid Smith)                                                                                         | Badu                                      | I' Been Watching You du Southside Movement I Feel Like Loving You Today de Donald Byrd and 125th St, N.Y.C. | 3:14  |
| 6.  | The Grind (featuring dead prez – Produit par Dead Prez, Erykah Badu et Rashid Smith)                                                                 | Stic.man, M-1                             | | 2:49  |
| 7.  | Danger (Produit par Erykah Badu, James Poyser, R.C. Williams et Rashid Smith)                                                                        | Badu, Poyser, R.C Williams, Poyser, Smith | Otherside of the Game d'Erykah Badu                                                                         | 5:49  |
| 8.  | Think Twice (Produit par Erykah Badu, James Poyser et Rashid Smith)                                                                                  | Donald Byrd, Badu                         | | 3:02  |
| 9.  | Love of My Life Worldwide (featuring Queen Latifah, Bahamadia et Angie Stone – Produit par Erykah Badu, R.C. Williams, Rashid Smith et James Poyser) | Queen Latifah, Angie Stone, Bahamadia     | Funk You Up de The Sequence                                                                                 | 5:25  |
| 10. | World Keeps Turnin' (Outro) (Produit par Erykah Badu)                                                                                                | Badu                                      | | 4:01  |

| 11. | Love of My Life (An Ode to Hip Hop) (featuring Common – Produit par Raphael Saadiq, Erykah Badu, James Poyser et Jake & the Phatman) | Badu, Raphael Saadiq, Lonnie Lynn, Poyser, Robert Ozuna, Glen Standridge | 3:50 |
| 12. | Hollywood (Produit par Erykah Badu)                                                                                                  | David Wolinski, Andre Fischer                                            | 5:32 |

## Crédits

### Musiciens
- Erykah Badu : Voix, chœurs
- Jazz Bell : Chœurs
- Sam Bell : Chœurs
- China Black : Chœurs
- Tisha Creer : Chœurs
- Doc Gibbs : Percussions
- Alfredo Gray : Chœurs
- Roy Hargrove : Trompette, voix
- Dwayne Kerr : Flûte
- Lenny Kravitz : Guitare électrique
- Bray Lon Lacy : Guitare basse
- Robert Pack : Chœurs
- A. Pérez : Chœurs
- James Poyser : Claviers
- Rashad Smith
- Stic Man : Voix
- Karen Wheeler : Voix
- R.C. Williams : Claviers
- Eevin Wright
- Zap Mama : Voix

### Autres
- Producteurs : Erykah Badu, James Poyser, Rashad Smith, R.C. Williams, dead prez, Jake & the Phatman, Freakquency, Raphael Saadiq
- Producteurs exécutifs : Erykah Badu, Kedar Massenburg, James Poyser, Rashad Smith, Tom Soares, R.C. Williams
- Ingénieur : Tom Soares
- Ingénieur assistant : Shinobu Mitsuoka, Tim Olmstead
- Mix : Leslie Brathwaite, Tom Soares, Brian Stanley
- Masterisation : Robert Wechsler
- Directeur de la création : Sandy Brummels
- Programmation : James Poyser
- Programmation de la batterie : Erykah Badu, dead prez, Rashad Smith
- Arrangement : Erykah Badu
- Direction artistique : Erykah Badu, Kenny J. Gravillis
- Dessin : Erykah Badu
- Photographie : Marc Baptiste
- Maquillage : Melanie Harris
- Styliste : Carlton Jones
- Coaches vocaux : Erykah Badu, Lis Lewis, David Angerstein

## Classements

### Album
| Année | Classement             | Position |
| ----- | ---------------------- | -------- |
| 2003  | Billboard 200          | 3        |
| 2003  | Top Internet Albums    | 3        |
| 2004  | Top R&B/Hip-Hop Albums | 2        |

### Singles
| Année | Single                 | Classement            | Position |
| ----- | ---------------------- | --------------------- | -------- |
| 2003  | Danger                 | Hot R&B/Hip-Hop Songs | 27       |
| 2003  | Danger                 | Billboard Hot 100     | 82       |
| 2004  | Back in the Day (Puff) | Hot R&B/Hip-Hop Songs | 62       |